# 喜朗船塢站
喜朗船塢站（英語：Heron Quays DLR station）是碼頭區輕便鐵路的一個車站，位於東倫敦的金絲雀碼頭建築群的南部，出站後可直接達到銀禧廣場。喜朗船塢站位於倫敦第2收費區。

## 外部連結
- Heron Quays station（页面存档备份，存于） on Docklands Light Railway's website
- DLR Capacity Enhancement（页面存档备份，存于）
- More photographs of Heron Quays station（页面存档备份，存于）